# Masi Torello
Masi Torello ist eine italienische Gemeinde (comune) mit 2299 Einwohnern (Stand 31. Dezember 2023) in der Provinz Ferrara in der Emilia-Romagna. Die Gemeinde liegt etwa 14,5 Kilometer ostsüdöstlich von Ferrara.

## Geschichte
Bis 1959 war Masi Torello ein Ortsteil der Nachbargemeinde Portomaggiore.

## Verkehr
Durch die Gemeinde führt die Autostrada A13 von Ferrara zur Adriaküste. Ein Anschluss besteht im Ortsteil Masi San Giacomo. Eine Bahnstation besteht an der Nebenstrecke von Ferrara nach Codigoro.